# Вынесение приговоров на Нюрнбергском процессе

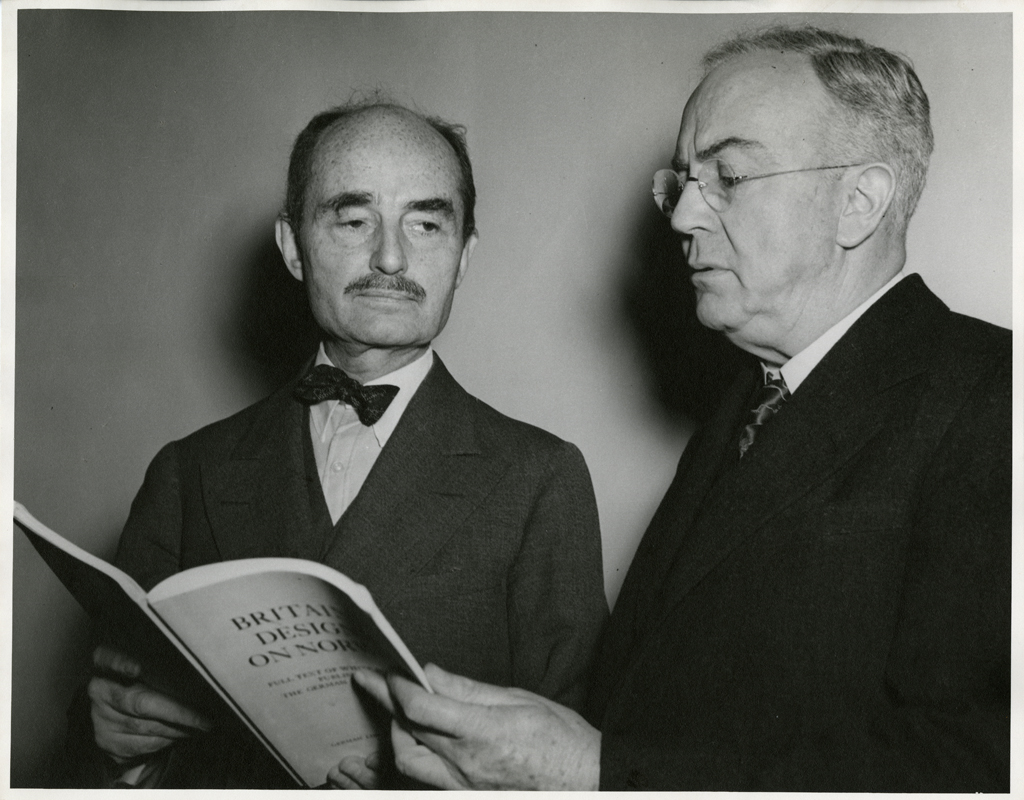
Судьи Биддл и Паркер (1 ноября 1945)

Вынесение приговоров на основном Нюрнбергском процессе проходило с 1 сентября по 30 сентября 1946 года. Заседания восьми судей Международного военного трибунала (МВТ) считались секретными и официальный протокол на них не вёлся: но детали дискуссий стали известны историкам как из личных записей судьи Фрэнсиса Биддла, так и из сообщений судьи Ионы Никитченко своему московскому руководству.

## История
За несколько месяцев до последнего выступления обвиняемых, 10 апреля 1946 года, судья Лоуренс сказал коллегам, что пришло время задуматься над юридическими проблемами приговора и начать подготовительную работу к вынесению вердикта: подготовить резюме доказательств и классифицировать их по рубрикам. После окончания прений сторон судьи надеялись, что успеют вынести свой вердикт в течение трёх недель, к 23 сентября. 1 сентября судьи переместились из зала суда в небольшой конференц-зал Дворца правосудия, где на следующий день начали обсуждать черновик приговора.
Лоуренс полагал, что форма и стиль вердикта должна быть последовательными, написанными одним человеком: судья Биркет, ранее составлявший большую часть публичных заявлений и постановлений трибунала, был наиболее очевидным кандидатом на роль автора. С конца апреля Биркет сосредоточился на юридических проблемах и 27 июня судьи впервые собрались для рассмотрения его версии проекта: всего прошло двенадцать собраний, на которых участники дискутировали об итоговом решении.

### Пункты обвинения и организации

#### «Военные преступления» и «Преступления против человечности»
Пункты о военных преступлениях и преступлениях против человечности вызвали наименьшее число разногласий между судьями. Представители союзников вносили только небольшие коррективы: так до начала сентября советские судьи хотели видеть более подробные сведения о «нацистских преступлениях» в итоговом тексте. Второй проект части «Военные преступления и преступления против человечности» обсуждался 4 сентября: он был скорректирован 16 сентября и после этого не вызывал развёрнутых обсуждений. В итоге, строгое толкование трибуналом требования устава МВТ о связи преступлений против человечности с началом агрессивной войны формально оставило безнаказанными все довоенные преступления, совершённые в нацистской Германии.
Заметным ударом по первоначальной советской позиции стало отсутствие упоминания о Катынском расстреле в итоговом тексте приговора: немецкие адвокаты создали у западных судей достаточно весомые сомнения в отношении советских утверждений об ответственности нацистской Германии. В результате судьи по существу сняли с подсудимых данное советское обвинение.

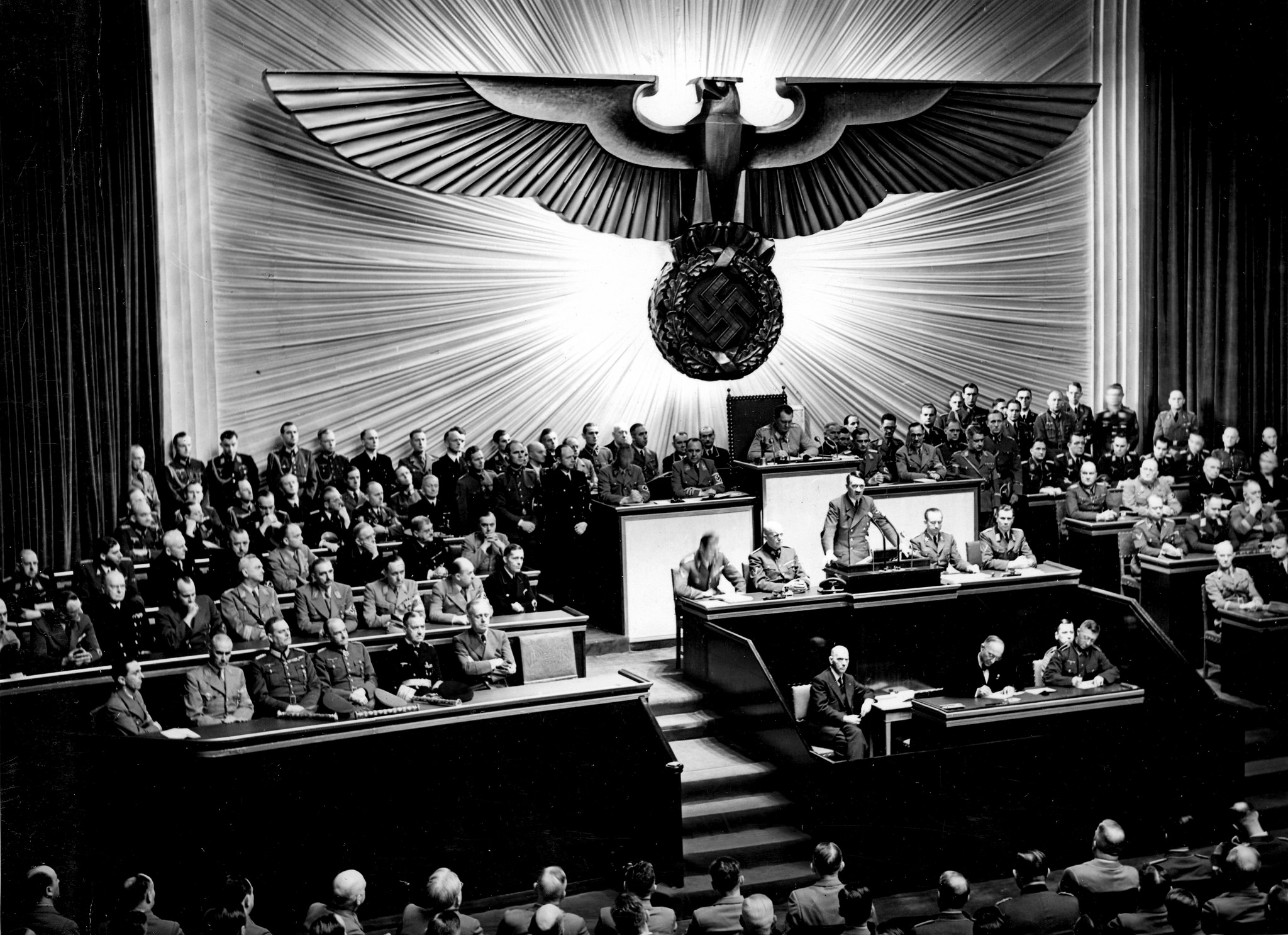
Речь Гитлера с объявлением войны США (11 декабря 1941)

#### «Общий план или заговор»
Обвинение в заговоре стало причиной множества эмоциональных дискуссий между судьями. Во время первого обсуждения приговора судья Вабр «атаковал» пункт сразу с нескольких сторон: по его мнению, подобное преступление не было известно ни в международном, ни во французском праве; оно было создано «ex post facto»; оно было не нужно, поскольку совершались фактические преступления. Биркет считал, что без обвинения в заговоре создавалось впечатление, что война не была спланирована и что национал-социалистический режим был оправдан судом — он утверждал, что вся ценность Нюрнбергского процесса заключалась в том, чтобы показать, что война возникла из общего плана. При этом Биркет видел заговор не как отдельное преступление, а как объяснение отношений между обвиняемыми.
Судья Никитченко в меморандуме от 17 июля выразил мнение, что, хотя преступление и не существовало в международном праве, оно было достаточно установлено во внутригосударственном праве, чтобы оправдать его применение. В августе он дополнил свою позицию, сообщив коллегам, что трибунал не являлся «институтом, призванным защищать старые законы». Биддл занял промежуточную позицию: он назвал обвинение в заговоре «опасным», но считал, что его можно было жёстко ограничить, чтобы предотвратить несправедливое решение. В конце июня Никитченко предупредил Комиссию политбюро о сомнениях других судей в вопросе о заговоре. 11 июля трибунал не поддержал предложение советского судьи об усилении в итоговом тексте роли заговора; другие судьи также не захотели более развёрнуто обсуждать роль в подготовке к войне немецких промышленников и дипломатов.
Дискуссии о масштабе и типе «заговора» продолжились: Никитченко считал, что нацисты сговорились о господстве над миром, а Паркер видел целью заговора начало войны. Французские судьи указывали, что доказательства говорили об обратном: о случайном наборе отдельных планов у отдельных лиц и организаций. Биддл к сентябрю подготовил черновик пункта, надеясь показать, как отдельные планы составляли общую картину преступления — французские судьи не были убеждены. Никитченко задал вопрос, как могут быть осуждены некоторые из подсудимых — прежде всего Фриче, Папен, Шахт и Штрайхер — без широкого обвинения в заговоре?
Вопрос о длительности «заговора» вызвал новые разногласия: обвинение утверждало, что он начался с основания НСДАП в 1920 году; ни один судья не был готов поддержать такую позицию. Постепенно Биддл убедил своих коллег, что 5 ноября 1937 года — день выступления Гитлера, изложенного в меморандуме Хоссбаха — являлся датой начала отсчёта для «агрессии» нацистской Германии. Таким образом не любая ревизионистская, «анти-версальская», риторика являлась основанием для уголовного преследования. Меморандум, написанный юристом Гербертом Векслером и представленный Биддлом 4 сентября, стал основой для компромисса. Судьи предельно сократили позицию обвинения, отказавшись от концепции, что все преступления властей нацистской Германии были связаны в единое целое — импровизация и оппортунизм играли роль на каждом историческом этапе. Одновременно, судьи отвергли ссылку защиты на «принцип лидерства»: они согласились с позицией Никитченко, что «отношения лидера и последователя не исключали ответственности» последнего.

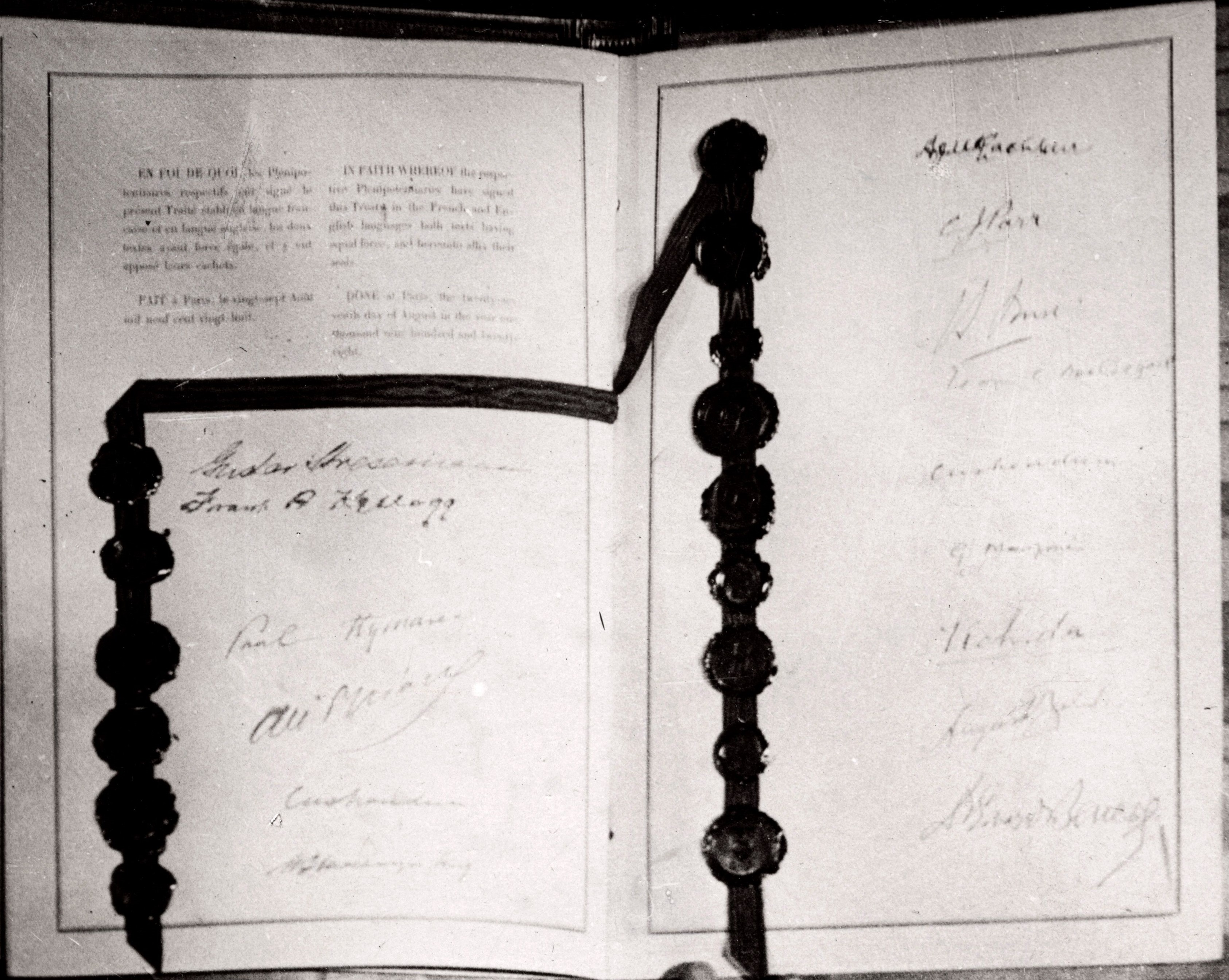
Пакт Бриана — Келлога (1928)

#### «Преступления против мира»
Составление раздела приговора, озаглавленного «Преступления против мира» и занимавшего почти половину общего объёма вердикта, заняло у судей два месяца. Несколько попыток Биддла дать юридическое определение самому понятию «агрессия» не увенчались успехом. 17 июля Вабр указал, что ООН также не смогла дать адекватного определения агрессии и предложил отказаться от новых попыток. При этом в приговоре было уделено внимание единодушному мнению судей о том, что агрессивная война являлась преступлением до начала Второй мировой войны: в частности, в связи с подписание пакта Келлогга — Бриана. МВТ пришёл к выводу, что отказ от войны как инструмента политики обязательно включал в себя утверждение о том, что сама война являлась незаконной.
Аннексии Австрии и Чехословакии были единственными пунктами вызвавшими некоторые разногласия судей. Не упоминая советские соглашения с Рейхом — на чём Никитченко настаивал с 8 августа — вердикт был основан на том, что обвиняемые никогда не верили в реальную возможность нападения СССР на Германию. При этом в приговоре упоминалась поездка Риббентропа в Москву. Вердикт подтверждал наличие у властей Великобритании планов по вторжения в Норвегию, но подчеркивал, что все военные планы Рейха были связаны с захватом военно-морских баз — а не с упреждением британского нападения. Ссылки на «превентивный удар» отвергались, поскольку у Германии не было «мгновенной и непреодолимой необходимости в самообороне».

#### Обвинение организаций
8 августа судьи впервые затронули вопрос об организациях, а 3 сентября он был обсуждён подробно. Биддл выступал за полное снятие обвинений с «преступных организаций», полагая, что речь шла о «шокирующей идее», осуждать людей без проведения суда на ними. Никитченко настаивал на диаметрально противоположной позиции, поддерживая полное обвинение всех организаций и всех их членов. Лоуренс полагал, что проблема заключалась в нахождении «пределов вреда, причиненного невиновным лицам». Французские судьи были готовы обвинить только гестапо, СС и корпус руководителей НСДАП.
Судья Паркер считал, что приговор должен был описать деятельность всех организаций, преступных или нет, давая подробное обоснование принятых решений. 3 сентября он представил коллегам документ, в котором сформулировал свою позицию: Паркер требовал доказательства существования сплоченной организации — того, что большинство членов присоединились к ней добровольно, полностью зная о преступных целях организации, и что они принимали участие в самой преступной деятельности. 13 сентября он дополнил свою позицию тем, что членство должно рассматриваться как преступное только с момента начала войны. Биддл согласился, что принципы Паркера «действительно избавили от ощущения „вины по ассоциации“» (вины в соучастии). Вопреки возражениям советской стороны, данные принципы — «незаметно похоронившие» всю систему уголовного преследования преступных организаций — стали основой для вердикта и были рекомендованы союзному командованию для последующих процессов.
Также вопреки позиции советских судей, остальные члены МВТ пришли к выводу, что обвинение не смогло доказать, что Генеральный штаб, Верховное командование вермахта и Имперский кабинет вообще являлись организациями. Судьи постановили, что ни Генеральный штаб, ни ОКВ не были «организацией» или «группой» в юридическом смысле, подразумевавшемся в уставе МВТ — это стало формальным основанием для непризнания их «преступными организациями». Дело против СА также было прекращено из-за отсутствия сплоченности в группе. В связи с явными разногласиями 17 сентября судьи решили отложить вынесение приговора.

### Приговоры обвиняемым
Перевод общих правовых принципов в конкретные приговоры отдельным людям вызвал значительные разногласия у судей: для достижения компромисса среди судей шла «торговля» как за вердикты, так и за приговоры. Рассмотрение отдельных дел обвиняемых началось после рассмотрения «правовой базы»: 2 сентября прошло первое из восьми заседаний, проходивших в обстановке особой секретности. Все восемь судей имели возможность высказываться в рамках предварительной дискуссии, но окончательное голосование проводили только четыре основных судьи: не согласившись с позицией Никитченко, 9 сентября трибунал решил, что раздельное голосование «два на два» будет считаться оправданием.
Когда мы говорим, что немцы были мерзавцами и никогда бы не организовали такой суд, но мы хорошие парни и организовали процесс — потому что мы любим закон — это звучит так, как будто наше подсознание о чем-то беспокоится. Так оно и есть, но зачем делать это столь очевидным?— из письма консультанта Джеймса Роу судье Биддлу о тексте приговора, 10 июля 1946
Случай Геринга стал первым в списке: 2 сентября все восемь судей признали его виновным; до 10 сентября Вабр был единственным, кто считал, что бывший маршал был невиновен в «заговоре». В итоге Геринг был единогласно приговорён к смертной казни. Дело Риббентропа прошло через ту же процедуру. Кейтель был сразу признан виновным по всем четырём пунктам. Франк первоначально был признан виновным по четырём пунктам — несмотря на то, что ему не было предъявлено обвинение в преступлениях против мира; через неделю судьи решили снять с него и обвинение в заговоре.
Конкретный пункт обвинения Штрайхера вызвал споры: Биддл полагал «абсурдным» называть Штрейхера заговорщиком, однако судьи никогда не сомневались, что Штрейхер должен быть приговорен к смертной казни. Дискуссия о заговоре продолжилась и в случае с Кальтенбруннером: Лоуренс и Паркер первоначально были готовы согласиться с Биркетом и Никитченко, что обергруппенфюрер СС был виновен в заговоре — но в итоге проголосовали против. В окончательном приговоре Заукель был признан виновным только в военных преступлениях и преступлениях против человечности — и приговорён к смертной казни.
Дело Бормана вызвало проблемы в связи с отсутствием подсудимого: после дискуссии судьи признали Бормана виновным по пунктам № 3 и 4, приговорив его к смертной казни. Но поскольку Борман был осужден заочно, судьи рекомендовали, чтобы в случае его обнаружения живым Контрольный совет «мог рассмотреть любые факты в целях смягчения… приговора, если сочтет это целесообразным». Споры вокруг генерала Йодля сосредоточились на вопросе, следовало ли приговорить его к повешению или расстрелу. Лоуренс ещё в июле попросил справку о том, какие методы казни применялись в других судебных процессах по делам о военных преступлениях.
Судьи не были уверены в том, что приговорят Розенберга, Фрика и Зейсс-Инкварта к смерти. Так в приговоре лишь кратко упоминался вклад Розенберга в национал-социалистическую идеологию и подробно рассматривалась его деятельность в оккупированной Норвегии и на территории СССР. Паркер проголосовал за пожизненное заключение Фрику на том основании, что Фрик был «просто бюрократом»: судьи спорили до 26 сентября, прежде чем приняли решение об осуждении его по пунктам № 2, 3 и 4. Вердикт и приговор Зейсс-Инкварта были вынесены также 26 сентября, поскольку французские судьи продолжали выступать за пожизненное заключение.
Лоуренс и советские юристы первоначально считали, что Шираха следовало приговорить к смертной казни — но постепенно они уступили тем, кто был готов осудить его только по четвёртому пункту; и согласились, что 20 лет тюрьмы было адекватным наказанием. Нейрат был признан виновным по всем четырём пунктам обвинения, но получил 15 лет лишения свободы. Фалько, Никитченко и Лоуренс сначала хотели повесить Функа, а Биддл был склонен с ними согласиться. Но после двух дальнейших обсуждений все судьи решили, что Функ, признанный виновным по всем пунктам обвинения кроме заговора, заслуживал пожизненного заключения. Министр Шпеер, после рассмотрения вопроса о повешении, был приговорён к 20 годам тюремного заключения — судьи разделились в своём отношении к «архитектору, ставшему министром вооружений». Французские судьи полагали, что 20 лет было достаточным сроком для Гесса: однако тремя голосами против одного он был приговорен к пожизненному заключению. Таким же стал приговор и для адмирала Редера.

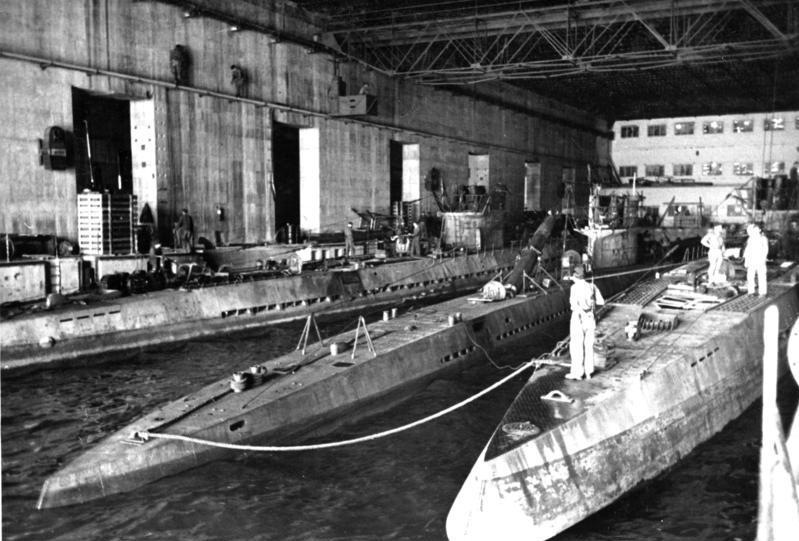
Подводные лодки в бункере (Брест, 1942)

Вынесение приговора адмиралу Дёницу заняло больше времени, чем вынесение любого другого: правовые проблемы подводной войны выявили серьёзные разногласия в рядах МВТ. Биддл принял аргументы защиты, в то время как Паркер придерживался линии обвинения. В итоге судьи сошлись на 10 годах тюрьмы. Приговор Деницу, написанный Биддлом, не давал ответа на вопрос, за что конкретно был осужден адмирал.
Советская делегация, начиная обсуждение каждого обвиняемого с запроса смертной казни, в целом всё же шла на компромисс. Оправдательные приговоры вышли за рамки того, на что были готовы пойти представители СССР. Дело радиоведущего Фриче рассматривалось 10 сентября и Вабр первым назвал Фриче «наименее виновным из всех» подсудимых. После серии споров о преступности такого явления как пропаганда — в особенности, если она разжигала расовую ненависть — и важности свободы слова, радиоведущий был оправдан. Рейхсканцлер Папен также был оправдан, поскольку с 6 сентября британские и американские юристы не были готовы включить Аншлюс в концепцию агрессии. 12 сентября Никитченко заявил, что напишет своё особое мнение Контрольному совету по этим двум делам. Биддл и Паркер настаивали на том, что Никитченко имел полное право и даже обязанность открыто выразить своё мнение; Вабр был категорически против любых публичных разногласий.
Три западных судьи также призвали к «единообразию приговоров» для членов преступных организаций, которых предполагалось судить во всех четырёх оккупационных зонах Германии. Никитченко возразил, что трибунал не имел права делать подобные заключения или делать подобные оговорки: он полагал, что такие вопросы следовало оставить на усмотрение национальных судов. Его протест не возымел действия: другие судьи голосовали против его позиции, а сам Никитченко вообще отказался голосовать по вопросу, который, по его мнению, выходил за рамки сферы ответственности МВТ.
После обсуждения судьбы банкира Шахта на трёх заседаниях, судьи не смогли прийти к итоговому решению: к 12 сентября французские юристы сочли достаточным пятилетнее тюремное заключение, а Биддл предложил пожизненное. 13 сентября Вабр объявил, что дело Шахта следует рассматривать как идентичное делу Папена и Фриче — поскольку все они несли ограниченную ответственность, то все должны быть оправданы. После этого Никитченко заявил, что публично выступит как с несогласием с самими оправдательными приговорами, так и с процедурой их вынесения. Судьи отложили вынесение окончательного решения на 17 сентября. Вечером 29 сентября Никитченко сообщил Биддлу, что в ходе консультаций с Москвой — где члены политбюро всё ещё продолжали изучать значительно устаревший текст черновика вердикта — он получил приказ выразить несогласие с оправдательными приговорами. Решение Никитченко было объявлено другим судьям 30 сентября.

## Итоги
В итоге Международный Военный Трибунал вынес следующие приговоры обвиняемым:
- К смертной казни через повешение приговорены:

- Герман Геринг,
- Мартин Борман (заочно),
- Эрнст Кальтенбруннер,
- Иоахим фон Риббентроп,
- Вильгельм Кейтель,
- Альфред Розенберг,
- Ганс Франк,
- Вильгельм Фрик,
- Юлиус Штрейхер,
- Фриц Заукель,
- Артур Зейсс-Инкварт,
- Альфред Йодль.

- К пожизненному заключению: Рудольф Гесс, Вальтер Функ и Эрих Редер.
- К 20 годам тюремного заключения: Бальдур фон Ширах и Альберт Шпеер.
- К 15 годам тюремного заключения: Константин фон Нейрат.
- К 10 годам тюремного заключения: Карл Дёниц.
- Оправданы: Ганс Фриче, Франц фон Папен и Ялмар Шахт.

Приговорённые к смертной казни были повешены в ночь на 16 октября 1946 года (Герман Геринг покончил с собой, приняв яд за несколько часов до казни).
Все те, кто были приговорены к лишению свободы, отбывали назначенное им наказание в тюрьме Шпандау. Их дальнейшая судьба такова:
Константин фон Нейрат, приговорённый к 15 годам лишения свободы, был первым освобождён досрочно 6 ноября 1954 года по причине ухудшения здоровья (перенёс инфаркт миокарда), пробыв в плену и в тюрьме девять с половиной лет. Умер 14 августа 1956 года.
Эрих Редер, приговорённый к пожизненному лишению свободы, был досрочно освобождён 17 января 1955 года по состоянию здоровья, пробыв в плену и в тюрьме менее 10 полных лет. Умер 6 ноября 1960 года.
Карл Дёниц, приговорённый к 10 годам лишения свободы, полностью отбыл назначенное ему наказание и был освобождён 1 октября 1956 года. Умер 24 декабря 1980 года.
Вальтер Функ, приговорённый к пожизненному лишению свободы, был досрочно освобождён 16 мая 1957 года по состоянию здоровья, пробыв в плену и в тюрьме 12 лет. Умер 31 мая 1960 года.
Бальдур фон Ширах и Альберт Шпеер, приговорённые к 20 годам лишения свободы каждый, полностью отбыли назначенное им наказание и были освобождены 30 сентября 1966 года (срок заключения считался с даты вынесения приговора 30 сентября 1946 года). Фон Ширах умер 8 августа 1974 года, Шпеер – 1 сентября 1981 года.
Рудольф Гесс, приговорённый к пожизненному лишению свободы, оставался в заключении до своей смерти, наступившей 17 августа 1987 года. С момента освобождения фон Шираха и Шпеера 30 сентября 1966 года он был единственным заключённым в тюрьме Шпандау и стал единственным из осуждённых Нюрнбергским трибуналом, кто полностью отбыл пожизненный срок лишения свободы.

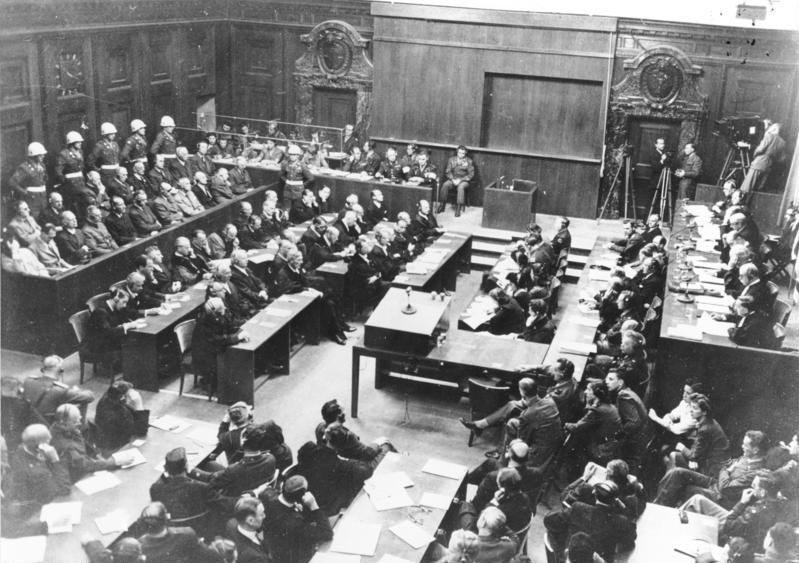
Зал заседаний 30 сентября 1946 года

## Оглашение приговоров
30 сентября 1946 года в Нюрнберге состоялось оглашение приговоров: тысяча дополнительных охранников была выставлена вокруг Дворца правосудия. Судьи, прибывшие во дворец рано утром на пуленепробиваемых седанах в сопровождении военных джипов с сиренами, читали приговор по очереди: текст начинался с резюме Лондонского соглашения и обвинительного заключения. Затем приговор суммировал ход процесса и излагал устав МВТ. Двенадцатистраничная часть приговора сообщала о «захвате власти нацистами» и об их мерах по перевооружению Германии. При рассмотрении последних двух пунктов обвинения в приговоре говорилось о невозможности адекватного обобщения доказательств, которые были слишком объёмны и детальны.
Судьи не согласились с тем, что довоенные преступления — какими бы «отвратительными и ужасными» они ни были — были связаны со всеми другими преступлениями: только действия, совершенные после 1939 года, можно было рассматривать как военные преступления и преступления против человечности. День завершился выводами трибунала о преступности организаций. Журналисты заметили удивление Геринга, когда Штурмовые отряды были оправданы. Военные на скамье подсудимых явно не отреагировали ни на оправдание Генерального штаба и Верховного командования, ни на жёсткие формулировки в адрес офицерского корпуса Рейха.
Во вторник 1 октября с утра до 13:41, без перерыва, трибунал оглашал приговоры подсудимым: приговоры начинались с абзаца об их карьере и завершались итоговым вердиктом по каждому из пунктов обвинения. Технический сотрудник зала суда и прокурор успели шепнуть Фриче, что он был оправдан, но сам он не мог поверить в это до момента оглашения вердикта: ему с трудом удалось встать со скамьи, когда пришло время покидать зал. Папен был в восторге от оправдания: он попросил доктора Гилберта передать Нейрату апельсин, который он сохранил от завтрака. Фриче — осознав, что его также не отправят обратно в СССР — отдал свой апельсин Шираху.
Никитченко, как и обещал в ходе дискуссий, выразил особое мнение, составленное для него членами комиссии Вышинского и переданное через заместителя наркома иностранных дел Владимира Деканозова — при одобрении наркома юстиции Николая Рычкова и председателя Верховного суда СССР Ивана Голякова. Ожидалось, что положительную оценку особому мнению даст и руководитель СМЕРШа Абакумов. Документ был передан в Нюрнберг после того, как Вышинский добавил своё согласие с ним. После оглашения приговоров судья Лоуренс отметил, что особое мнение советской стороны будет приложено к вердикту, который вскоре будет опубликован.

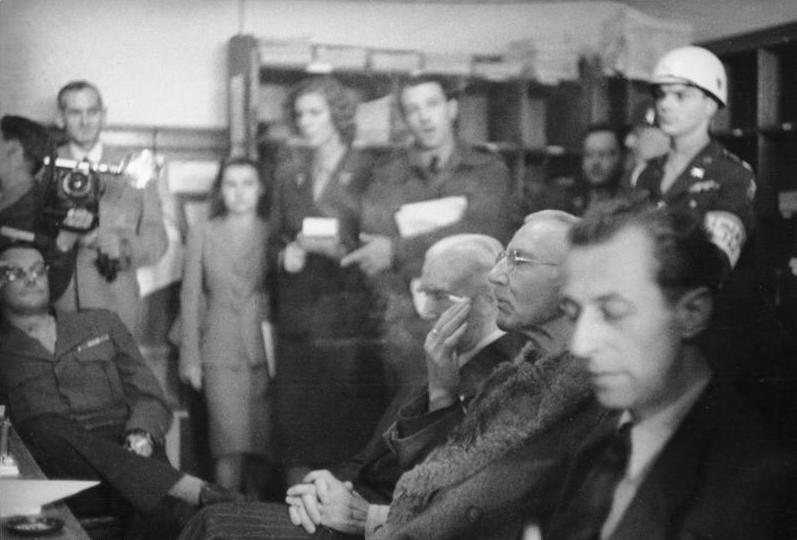
Фриче, Шахт и Папен на пресс-конференции (1946)

Шахт, Папен и Фриче в тот же день дали пресс-конференцию: журналисты, интересовавшиеся дальнейшими планами оправданных, толпились вокруг них, предлагая напитки, сигареты и сладости. Советские журналисты не приняли участие в пресс-конференции — они остались в зале суда. Американский прокурор Томас Додд, первым допрашивавший Папена в Мондорфе, передал оправданному дипломату коробку гаванских сигар. Премьер-министр Баварии Вильгельм Хёгнер назвал оправдательные приговоры судебной ошибкой и подписал ордер на арест всех оправданных. Опасаясь также и линчевания, ни один из оправданных не покинул здания тюрьмы — подписав для полковника Эндрюса записку, в которой говорилось, что оправданные остались добровольно.
Во второй половине дня бывшие лидеры нацистской Германии, признанные виновными, вернулись в зал суда, чтобы услышать свои приговоры. Эндрюс отправил в зал врача и медсестру, а в лифт поместил двух солдат с носилками и смирительной рубашкой. Виновные слушали приговор, который зачитывал Лоуренс, по очереди — что в сумме заняло 42 минуты. Судьи запретили снимать процедуру на камеру и приглушили свет в зале. Кейтель, выслушав свой смертный приговор, щелкнул каблуками и поклонился судьям; Кальтенбруннер поклонился трибуналу при входе и при выходе. Франк был единственный из обвиняемых, кто сказал «спасибо». Приговоренные к смертной казни вернулись в свои старые камеры, а приговорённые к тюремному заключению были перемещены в камеры на первом этаже.

## Реакция на приговоры
1 октября 1946 года Международный военный трибунал в Нюрнберге завершил свою работу. На пресс-конференции после оглашения приговоров прокурор Джексон выразил одобрение итоговым решением, не согласившись с оправданием только Папена и Шахта. Министр юстиции Австрии потребовал экстрадиции Папена в Вену, а бельгийская пресса — которая, по мнению посольства Великобритании в Брюсселе, «саркастически» относилась к процессу — «грубо» отзывалась об оправдательных приговорах. Советские газеты одобрили особое мнение Никитченко, выразив при этом общее удовлетворение ходом процесса.

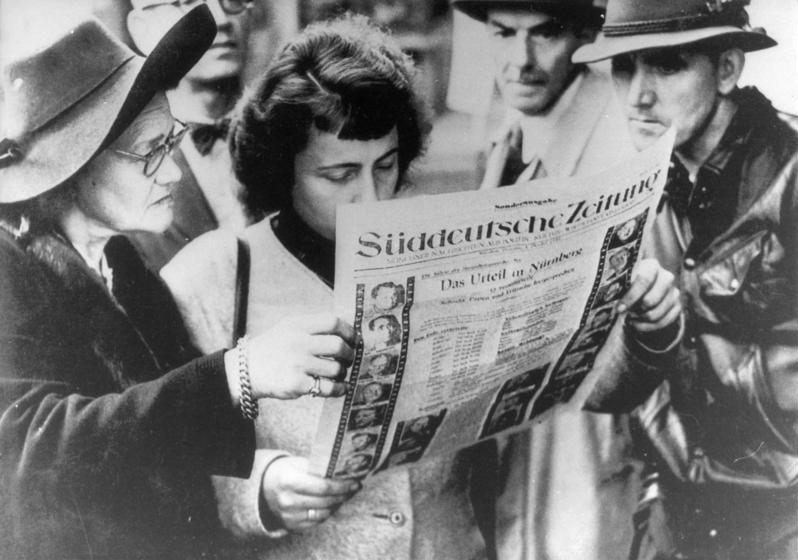
Читатели специального выпуска «Süddeutsche Zeitung» (1 октября 1946)

Несмотря на гордость за вынесение приговора, судья Вабр не считал сам итог популярным у широкой аудитории. Немало прокуроров были встревожены оправдательными приговорами: в частности, дело Шахта, как опасался американский юрист Джеймс Роу, подтвердило ранние предположения о том, что «американцы никогда не повесят банкира». Генри Стимсон, являвшийся одним из ключевых инициаторов проведения процесса, похвалил достижения МВТ, но отнёсся к самому приговору с долей скепсиса: в статье в «Foreign Affairs» он выразил сожаление по поводу «ограниченного построения заговора». Судья Верховного суда США Феликс Франкфуртер, одобрявший судебный процесс как «подтверждение более высоких стандартов англо-американской юриспруденции», выделил вердикт Шахту как не отражавший степени виновности банкира. При этом адвокат Штайнбауэр гордился тем, что трибунал назвал Австрию жертвой агрессии — а не частью государства-агрессора. Адвокаты в целом выражали одобрение отсутствию в итоговом решения принципа коллективной ответственности.
У многих лиц, не вовлечённых в детали процесса, сложилось ложное впечатление, что трибунал оправдал вермахт — хотя судьи специально отметили, что у них не было сомнений в виновности генералов нацистской Германии. Приняв концепцию стороны обвинения об «опасности прусского милитаризма», трибунал прямо рекомендовал судить отдельных офицеров в последующих разбирательствах (см. легенда о «чистом вермахте»).

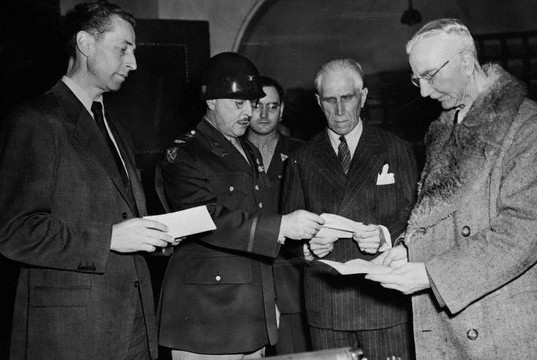
Фриче, Папен и Шахт с полковником Эндрюсом (4 октября 1946)

Оправдательные приговоры не понравились многим жителям Германии: советская власть использовала данное недовольство. В Берлине советский дипломат Владимир Семёнов встретился с Вальтером Ульбрихтом и другими немецкими политиками, дав им указания по проведению кампании протеста в прессе и на радио, а также — по организации демонстраций, направленных на выражение поддержки «немецким народом» особого мнения Никитченко. 2 октября Семёнов сообщил советскому МИДу, что план уже реализовывался и акции протеста прошли по всей советской зоне. Журналист Аркадий Полторак вспоминал позднее, что только в Лейпциге «демонстрация в сто тысяч человек» размахивала транспарантами с лозунгами «Смерть военным преступникам!», «Мы хотим длительного мира!», «Народный суд над Папеном, Шахтом и Фриче!» и «Мы хотим спокойствия и мира!». Аналогичные демонстрации были организованы в Дрездене, Галле и Хемнице.
Уже в октябре 1946 года в прокат вышел документальный фильм советского режиссёра Романа Кармена «Суд народов» — состоявший как из кинохроники Нюрнбергского процесса, так и из кадров, снятых в концлагерях. Англоязычная версия, выпущенная в США под названием «Нюрнбергские процессы» (англ. The Nuremberg Trials), появилась в Нью-Йорке весной 1947 года, получив смешанные отзывы: газета «New York Times» назвала фильм «мрачным и впечатляющим рассказом об ужасах нацистских военных преступлений», а «New York Herald Tribune» полагала, что фильм был примером советской пропаганды. В Северной Америке фильм Кармена был вскоре забыт.